# Verkiezingen voor de Volksraad
Verkiezingen voor de Volksraad werden gehouden in Nederlands-Indië in 1931.

## Verkiezingssysteem
De Volksraad had een totaal van 60 leden, 38 van deze werden verkozen en 22 toegewezen. Zetels werden ook toegewezen aan etnische groepen, met 25 voor de Nederlandse bevolking (15 verkozen, 10 toegewezen), 30 voor de inboorlingen (20 verkozen, 10 toegewezen) en vijf voor de Chinezen in Indonesië (3 verkozen, 2 toegewezen).

## Resultaten
| Groepering      | zetels | +/– |
| --------------- | ------ | --- |
| Matig rechts    | 24     | –12 |
| Matig links     | 14     | +5  |
| Links           | 12     | +3  |
| Rechts          | 10     | +4  |
| Totaal          | 60     | 0   |
| Bron: Schmutzer |        |     |